# Équipe de France de football en 2019
Maillots
Cet article traite de l'année 2019 de l'Équipe de France de football.

## Déroulement de la saison

### Objectifs
L'objectif pour cette année 2019 — atteint — était de prendre l'une des deux premières places du groupe H, qualificatifs pour le prochain Championnat d'Europe des Nations en 2020.

### Résumé de la saison
Le premier match des champions du monde en titre est un déplacement en Moldavie le 22 mars 2019 comptant pour les éliminatoires de l'Euro 2020. Malgré deux forfaits juste avant la rencontre, les Bleus s'imposent largement sur la pelouse de Chisinau par 4 buts à 1, grâce à un excellent Antoine Griezmann.
Trois jours plus tard, les Bleus confirment sur la pelouse du Stade de France en battant l'Islande (4-0) grâce à la complémentarité du trio d'attaque Griezmann-Mbappé-Giroud et un nouveau but de la tête de Samuel Umtiti.
En mai, Alphonse Areola, Presnel Kimpembe, Layvin Kurzawa et Kylian Mbappé sont sacrés champions de France avec le PSG.
Le 21 mai, Clément Lenglet, Léo Dubois et Mike Maignan sont convoqués pour la première fois en Équipe de France. 
Le 29 mai, Olivier Giroud et N'Golo Kanté gagnent la ligue Europa avec Chelsea, Giroud ouvrant le score, face à une équipe d'Arsenal ayant sur la pelouse leurs compatriotes Laurent Koscielny, Alexandre Lacazette et Mattéo Guendouzi. Le 1er juin, Hugo Lloris et Moussa Sissoko échouent en finale de Finale de la Ligue des champions de l'UEFA 2018-2019 avec Tottenham contre Liverpool.
Après une victoire en amical sur la Bolivie (2-0) à Nantes, l'équipe de France passe complètement au travers en Turquie (0-2) et laisse la première place du groupe H à leur adversaire du soir.
Le 11 juin, lors du match contre Andorre (4-0), on observe plusieurs événements marquants. Kylian Mbappé marque son centième but chez les pros, à seulement 20 ans. Pour sa première titularisation, Ben Yedder a marqué un but. Zouma et Thauvin inscrivent leur premier but en équipe de France. D'autre part, outre Wissem Ben Yedder, Léo Dubois, Clément Lenglet et Kurt Zouma sont titulaires pour la première fois en sélection.
Le 29 août, Jonathan Ikoné du LOSC Lille et Mattéo Guendouzi connaissent leur première convocation en Équipe de France pour les matchs contre l'Albanie et Andorre .
En octobre 2019, Alassane Pléa, qui avait connu sa première sélection fin 2018, est convoqué en équipe de France pour la deuxième fois. Cependant, il n'entrera pas en jeu.
Début octobre 2019, lors du match de championnat face à Brighton & Hove Albion FC, Hugo Lloris se blesse gravement au coude en chutant après avoir voulu capter un centre adverse. Il est sorti du terrain sur brancard avec un masque à oxygène,. Une luxation du coude lui est alors diagnostiquée, l'écartant des terrains d'entraînement jusqu'à la fin de l'année 2019. Steve Mandanda le remplacera dans les cages pour la fin de la saison, Raphaël Varane le remplaçant pour le capitanat.
Les Bleus peaufineront leur préparation de l'Euro par des matchs amicaux. Versés dans le chapeau 2, ils rencontreront dans le groupe F l'Allemagne, le Portugal et la Hongrie lors des phases de poules du Championnat d'Europe des Nations.

### Bilan de la saison
L'équipe de France de football entraînée par Didier Deschamps a gagné tous ses matchs, sauf ceux contre l'équipe de Turquie.
Le meilleur buteur de l'équipe pour cette année est Olivier Giroud (6 buts). Concernant le temps de jeu, le joueur le plus présent sur le terrain a été Antoine Griezmann, qui avec 973 minutes est le seul joueur à avoir disputé tous les matchs. Il est suivi par Raphaël Varane (900), Olivier Giroud (697), Benjamin Pavard (679) et Clément Lenglet (630).

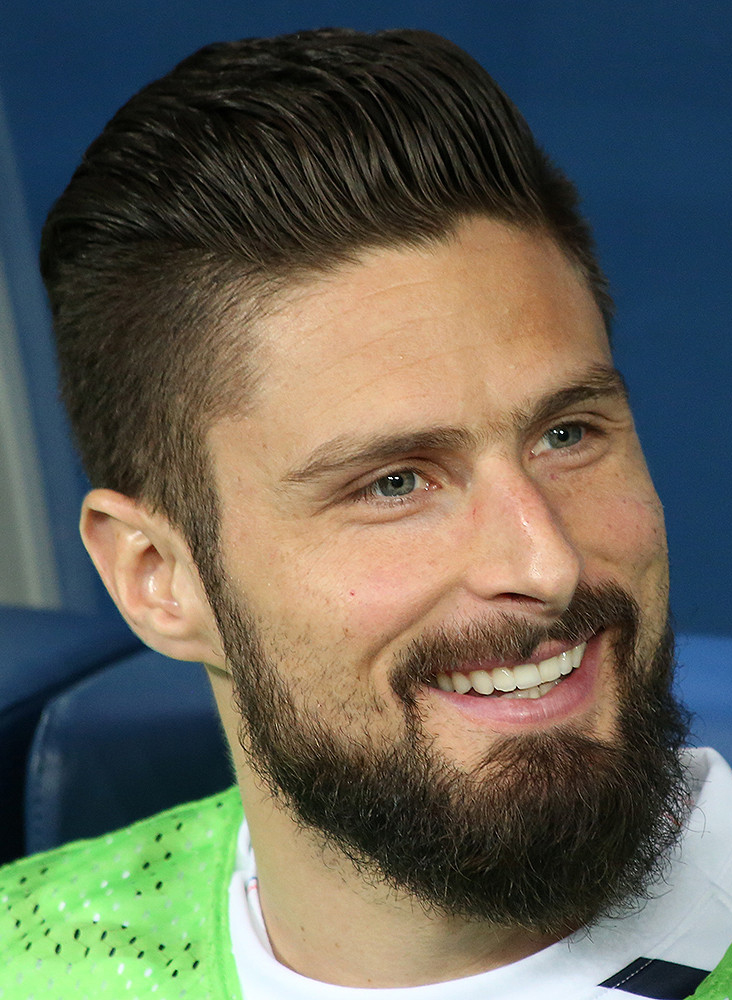
Olivier Giroud
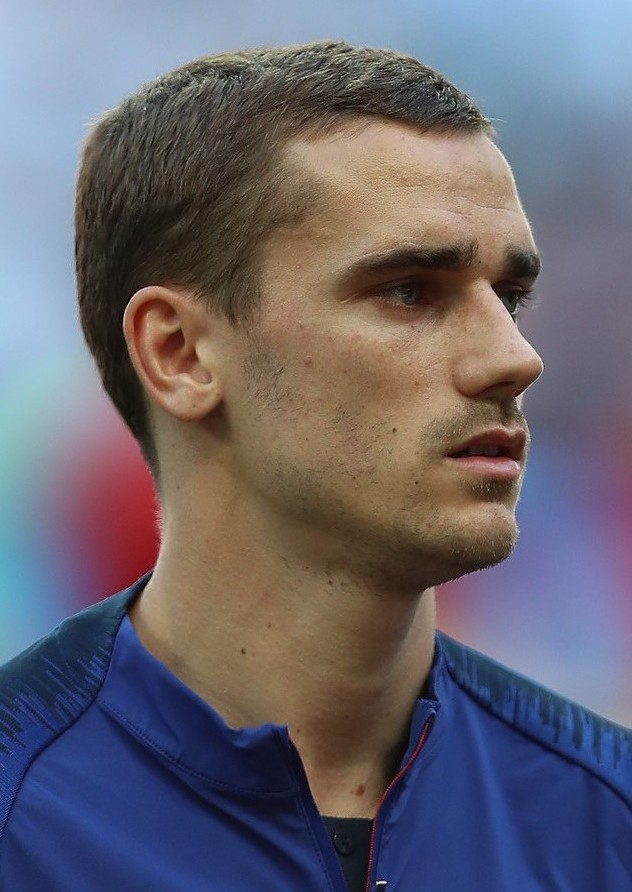
Antoine Griezmann
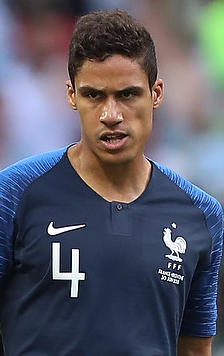
Raphaël Varane
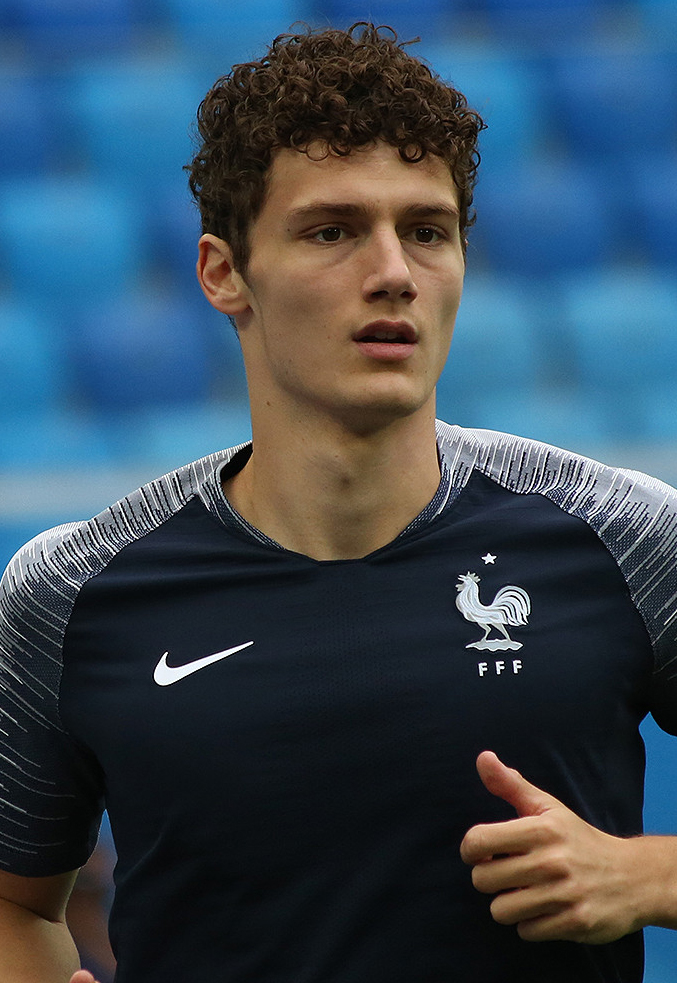
Benjamin Pavard

Cette année a vu la première sélection de Clément Lenglet, Léo Dubois et de Jonathan Ikoné.

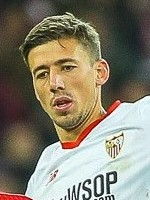
Clément Lenglet
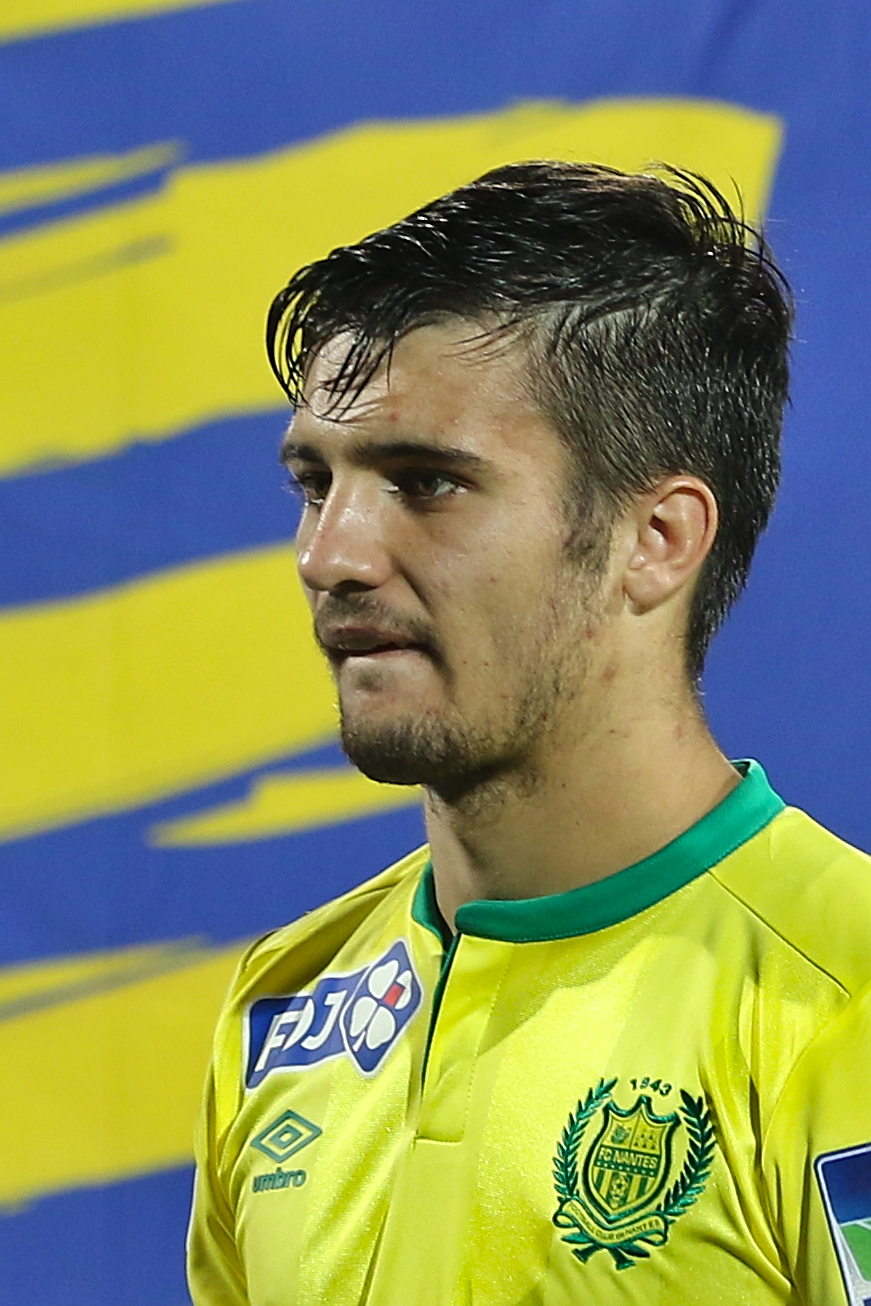
Léo Dubois
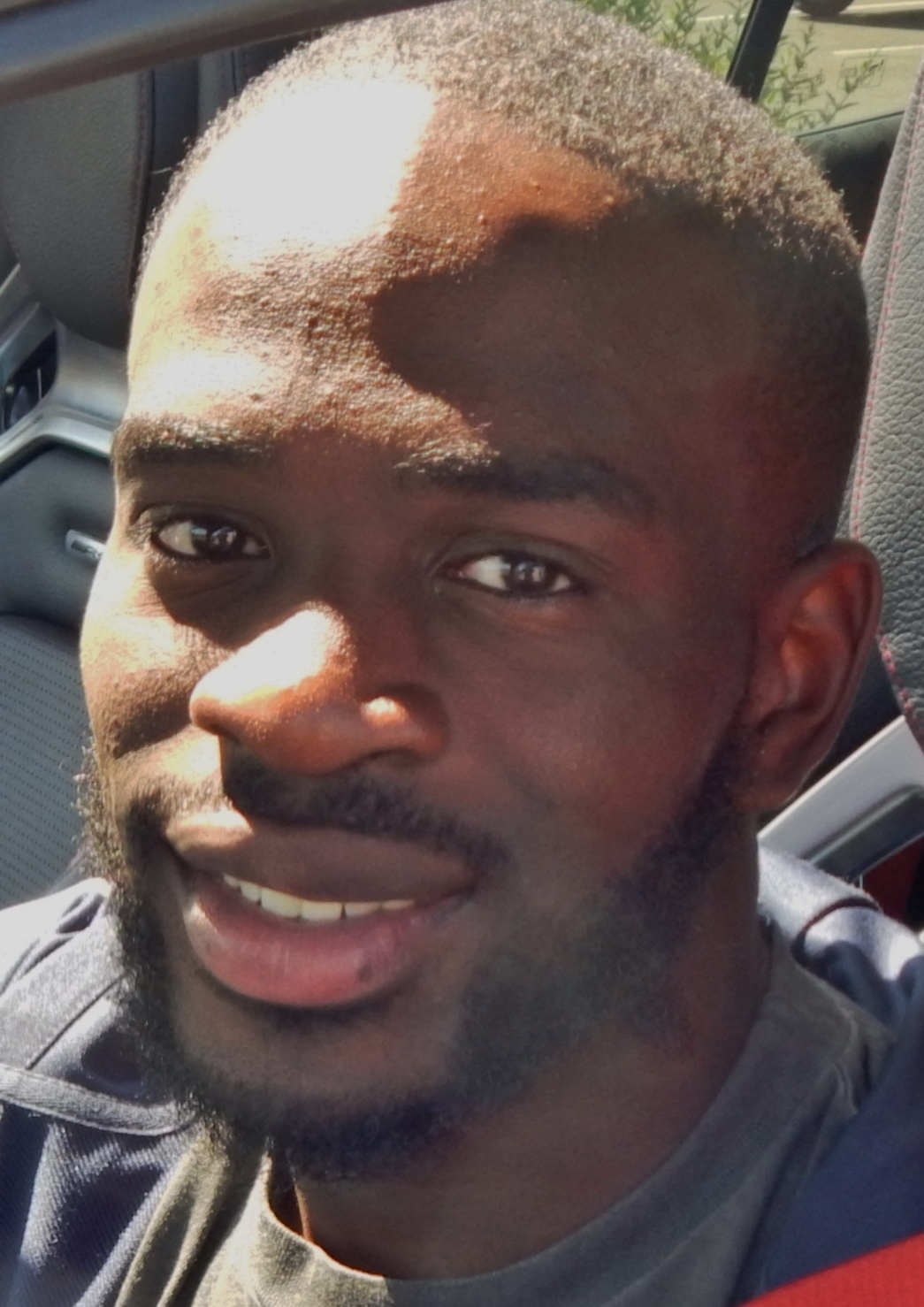
Jonathan Ikoné

Six joueurs sélectionnés ne sont jamais entrés en jeu : Mike Maignan, Benjamin Lecomte, Djibril Sidibé, Steven Nzonzi, Mattéo Guendouzi et Alassane Pléa.
Durant cette saison, malgré peu de changements à la suite de l'équipe de la Coupe du monde 2018, on notera que Clément Lenglet, Corentin Tolisso et Kingsley Coman se sont imposés en tant que titulaires.

### Évolution du classement FIFA
Le tableau ci-dessous présente les classements mensuels de l'équipe de France publiés par la FIFA.
| Mois | Janvier | Février | Mars | Avril | Mai | Juin | Juillet | Août | Septembre | Octobre | Novembre | Décembre |
| Rang | 2       | 2       | 2    | 2     | 2   | 2    | 3       | 3    | 2         | 2       | 2        | 2        |

## Bilan de l'année2019
| Rang | Équipe | Pts | J  | G | N | P | Bp | Bc | Diff |
| ---- | ------ | --- | -- | - | - | - | -- | -- | ---- |
| 2    | France | 28  | 11 | 9 | 1 | 1 | 27 | 6  | +21  |

### Groupe H
| Rang | Équipe      | Pts | J  | G | N | P | Bp | Bc | Diff |  | Résultats (▼ dom., ► ext.) |     |     |     |     |     |     |
| ---- | ----------- | --- | -- | - | - | - | -- | -- | ---- |  | -------------------------- | --- | --- | --- | --- | --- | --- |
| 1    | France      | 25  | 10 | 8 | 1 | 1 | 25 | 6  | +19  |  | France                     |     | 1-1 | 4-0 | 4-1 | 3-0 | 2-1 |
| 2    | Turquie     | 23  | 10 | 7 | 2 | 1 | 18 | 3  | +15  |  | Turquie                    | 2-0 |     | 0-0 | 1-0 | 1-0 | 4-0 |
| 3    | Islande (B) | 19  | 10 | 6 | 1 | 3 | 14 | 11 | +3   |  | Islande (B)                | 0-1 | 2-1 |     | 1-0 | 2-0 | 3-0 |
| 4    | Albanie     | 13  | 10 | 4 | 1 | 5 | 16 | 14 | +2   |  | Albanie                    | 0-2 | 0-2 | 4-2 |     | 2-2 | 2-0 |
| 5    | Andorre     | 4   | 10 | 1 | 1 | 8 | 3  | 20 | -17  |  | Andorre                    | 0-4 | 0-2 | 0-2 | 0-3 |     | 1-0 |
| 6    | Moldavie    | 3   | 10 | 1 | 0 | 9 | 4  | 26 | -22  |  | Moldavie                   | 1-4 | 0-4 | 1-2 | 0-4 | 1-0 |     |

## Résultats détaillés
| Qualification Euro 2020                            | Moldavie | 1 – 4   | France |                                                                            |                                                                            |
| 22 mars 2019 · 20 h 45 · Historique des rencontres | 89e Ambros | (0 – 3) | 24e Griezmann (Pogba ) · 27e Varane (Griezmann ) · 36e Giroud (Matuidi ) · 87e Mbappé (Lemar )                                        | Stade Zimbru, Chișinău Spectateurs : 10 000 Arbitrage : Aleksandar Stavrev | Stade Zimbru, Chișinău Spectateurs : 10 000 Arbitrage : Aleksandar Stavrev |
| 22 mars 2019 · 20 h 45 · Historique des rencontres | Koșelev - Jardan, Posmac, Carp, Reabciuk - Cociuc (Rozgoniuc, 46e), Ioniță - Antoniuc (Ambros, 72e), Cebotaru, Gînsari - Nicolaescu (Damașcan, 59e) | Équipes | Lloris - Pavard, Varane, Umtiti, Kurzawa - Kanté, Pogba, Matuidi (Lemar, 73e) - Mbappé, Griezmann (Thauvin, 73e), Giroud (Fekir, 81e) | Stade Zimbru, Chișinău Spectateurs : 10 000 Arbitrage : Aleksandar Stavrev | Stade Zimbru, Chișinău Spectateurs : 10 000 Arbitrage : Aleksandar Stavrev |

| Qualification Euro 2020                            | France | 4 – 0   | Islande |                                                                             |                                                                             |
| 25 mars 2019 · 20 h 45 · Historique des rencontres | 12e Umtiti (Mbappé ) · 68e Giroud (Pavard ) · 78e Mbappé (Griezmann ) · 84e Griezmann (Mbappé )                                         | (1 – 0) | | Stade de France, Saint-Denis Spectateurs : 65 000 Arbitrage : István Kovács | Stade de France, Saint-Denis Spectateurs : 65 000 Arbitrage : István Kovács |
| 25 mars 2019 · 20 h 45 · Historique des rencontres | Lloris - Pavard, Varane, Umtiti, Kurzawa (Kimpembe, 85e - Kanté (Lemar, 80e), Pogba, Matuidi - Mbappé, Griezmann, Giroud (Sissoko, 90e) | Équipes | Halldórsson - Sævarsson (Skúlason, 84e), Ingason, Árnason, R.Sigurðsson, Magnússon - Sigurjónsson (Traustason, 57e), Gunnarsson , Bjarnason - G.Sigurðsson, Gudmundsson (Finnbogason, 62e) | Stade de France, Saint-Denis Spectateurs : 65 000 Arbitrage : István Kovács | Stade de France, Saint-Denis Spectateurs : 65 000 Arbitrage : István Kovács |

| Match amical                                      | France | 2 – 0   | Bolivie |                                                                                         |                                                                                         |
| 2 juin 2019 · 21 h 00 · Historique des rencontres | 5e Lemar (Griezmann ) · 43e Griezmann | (2 – 0) | | Stade de la Beaujoire, Nantes Spectateurs : 35 228 Arbitrage : Alberto Undiano Mallenco | Stade de la Beaujoire, Nantes Spectateurs : 35 228 Arbitrage : Alberto Undiano Mallenco |
| 2 juin 2019 · 21 h 00 · Historique des rencontres | Areola - Pavard (Dubois, 46e), Varane , Umtiti (Zouma, 89e), Digne (Mendy, 70e) - Ndombele (Matuidi, 67e), Pogba - Thauvin, Lemar (Coman, 67e), Griezmann - Mbappé (Ben Yedder, 46e) | Équipes | Lampe - D.Bejarano (Torres, 85e), Haquin, Jusino (Carrasco, 89e), M.Bejarano - Chumacero (Wayar, 81e), Justiniano, Galindo (Saucedo, 46e), Saavedra (Fernández, 67e) - Castro (Vaca, 73e), Moreno | Stade de la Beaujoire, Nantes Spectateurs : 35 228 Arbitrage : Alberto Undiano Mallenco | Stade de la Beaujoire, Nantes Spectateurs : 35 228 Arbitrage : Alberto Undiano Mallenco |

| Qualification Euro 2020                           | Turquie | 2 – 0   | France |                                                                        |                                                                        |
| 8 juin 2019 · 20 h 45 · Historique des rencontres | 30e Kaan Ayhan · 40e Cengiz Ünder | (2 – 0) | | Konya Büyükşehir, Konya Spectateurs : 42 000 Arbitrage : Damir Skomina | Konya Büyükşehir, Konya Spectateurs : 42 000 Arbitrage : Damir Skomina |
| 8 juin 2019 · 20 h 45 · Historique des rencontres | Günok - Çelik, Kaan Ayhan, Demiral, Kaldırım - Tekdemir - Ünder (Yazıcı, 85e), Toköz (Ömür, 90e), Kahveci (Tufan, 80e), Karaman - Yılmaz | Équipes | Lloris - Pavard, Varane, Umtiti, Digne (Mendy, 46e) - Sissoko, Pogba - Matuidi (Coman, 46e), Mbappé, Griezmann - Giroud (Ben Yedder, 72e) | Konya Büyükşehir, Konya Spectateurs : 42 000 Arbitrage : Damir Skomina | Konya Büyükşehir, Konya Spectateurs : 42 000 Arbitrage : Damir Skomina |

| Qualification Euro 2020                          | Andorre | 0 - 4   | France |                                                                                |                                                                                |
| 11 juin 2019 · 20h45 · Historique des rencontres | | (0 - 3) | 11e Mbappé (Griezmann ) · 30e Ben Yedder (Thauvin ) · 45+1e Thauvin (Mbappé ) · 60e Zouma (Griezmann )                                       | Estadi Nacional, Andorre-la-Vieille Spectateurs : 2 900 Arbitrage : Fran Jović | Estadi Nacional, Andorre-la-Vieille Spectateurs : 2 900 Arbitrage : Fran Jović |
| 11 juin 2019 · 20h45 · Historique des rencontres | Rapport |         | | Estadi Nacional, Andorre-la-Vieille Spectateurs : 2 900 Arbitrage : Fran Jović | Estadi Nacional, Andorre-la-Vieille Spectateurs : 2 900 Arbitrage : Fran Jović |
| 11 juin 2019 · 20h45 · Historique des rencontres | Gómes - Je.Rubio, Llovera, Lima Sola , San Nicolás - A.Martínez (en) (Jo.Rubio, 58e), Rébes, Vales, Cervós (Rodríguez, 81e) - Aláez (Sánchez Soto, 84e), Vieira | Équipes | Lloris - Dubois, Zouma, Lenglet, Mendy - Ndombele (Sissoko, 64e), Pogba - Thauvin (Lemar, 81e), Griezmann, Mbappé - Ben Yedder (Giroud, 73e) | Estadi Nacional, Andorre-la-Vieille Spectateurs : 2 900 Arbitrage : Fran Jović | Estadi Nacional, Andorre-la-Vieille Spectateurs : 2 900 Arbitrage : Fran Jović |

| Qualification Euro 2020                                | France | 4 – 1   | Albanie |                                                                                 |                                                                                 |
| 7 septembre 2019 · 20 h 45 · Historique des rencontres | 8e Coman (Varane ) · 27e Giroud (Hernandez ) · 68e Coman · 85e Ikoné (Fekir )                                                            | (2 – 0) | 90e (pen.) Cikalleshi | Stade de France, Saint-Denis Spectateurs : 78 000 Arbitrage : Jesús Gil Manzano | Stade de France, Saint-Denis Spectateurs : 78 000 Arbitrage : Jesús Gil Manzano |
| 7 septembre 2019 · 20 h 45 · Historique des rencontres | Lloris - Pavard, Varane, Lenglet, Hernandez (Digne, 80e) - Matuidi, Tolisso - Lemar (Fekir, 84e), Griezmann, Coman (Ikoné, 77e) - Giroud | Équipes | Strakosha - Ismajli, Xhimshiti, Mavraj - Roshi, Ramadani (Gjasula, 54e) , Abrashi (Xhaka, 73e), Hysaj - Bare - Uzuni, Balaj (Cikalleshi, 61e) | Stade de France, Saint-Denis Spectateurs : 78 000 Arbitrage : Jesús Gil Manzano | Stade de France, Saint-Denis Spectateurs : 78 000 Arbitrage : Jesús Gil Manzano |

| Qualification Euro 2020                                 | France | 3 – 0   | Andorre |                                                                              |                                                                              |
| 10 septembre 2019 · 20 h 45 · Historique des rencontres | 18e Coman (Ikoné ) · 52e Lenglet (Griezmann ) · 90+1e Ben Yedder                                                                          | (1 – 0) | | Stade de France, Saint-Denis Spectateurs : 55 000 Arbitrage : Mykola Balakin | Stade de France, Saint-Denis Spectateurs : 55 000 Arbitrage : Mykola Balakin |
| 10 septembre 2019 · 20 h 45 · Historique des rencontres | Lloris - Dubois, Varane, Lenglet, Digne - Tolisso, Sissoko - Ikoné (Lemar, 63e), Griezmann, Coman (Fekir, 85e) - Giroud (Ben Yedder, 72e) | Équipes | Gómes - Je.Rubio, Llovera, Lima Sola , San Nicolás - Clemente (Jo.Rubio, 80e), Rébes, Vales, Cervós - Vieira (Moreno, 87e), C.Martínez (Aláez 69e) | Stade de France, Saint-Denis Spectateurs : 55 000 Arbitrage : Mykola Balakin | Stade de France, Saint-Denis Spectateurs : 55 000 Arbitrage : Mykola Balakin |

| Qualification Euro 2020                               | Islande | 0 – 1   | France |                                                                             |                                                                             |
| 11 octobre 2019 · 20 h 45 · Historique des rencontres | | (0 – 0) | 66e (pen.) Giroud | Laugardalsvöllur, Reykjavik Spectateurs : 9 700 Arbitrage : Gianluca Rocchi | Laugardalsvöllur, Reykjavik Spectateurs : 9 700 Arbitrage : Gianluca Rocchi |
| 11 octobre 2019 · 20 h 45 · Historique des rencontres | Halldórsson - Skúlason, R.Sigurðsson, Árnason, Pálsson - Bjarnason, Sigurjónsson (Finnbogason, 72e) - Guðmundsson (Böðvarsson, 16e), Traustason (Sigurðsson, 81e) - G.Sigurðsson , Sigþórsson | Équipes | Mandanda - Pavard, Varane , Lenglet, Digne - Tolisso, Sissoko - Matuidi, Griezmann, Coman (Ikoné, 88e) - Giroud (Ben Yedder, 78e) | Laugardalsvöllur, Reykjavik Spectateurs : 9 700 Arbitrage : Gianluca Rocchi | Laugardalsvöllur, Reykjavik Spectateurs : 9 700 Arbitrage : Gianluca Rocchi |

| Qualification Euro 2020                               | France | 1 – 1   | Turquie |                                                                           |                                                                           |
| 14 octobre 2019 · 20 h 45 · Historique des rencontres | 76e Giroud (Griezmann ) | (0 – 0) | 82e Kaan Ayhan | Stade de France, Saint-Denis Spectateurs : 78 000 Arbitrage : Felix Brych | Stade de France, Saint-Denis Spectateurs : 78 000 Arbitrage : Felix Brych |
| 14 octobre 2019 · 20 h 45 · Historique des rencontres | Mandanda - Pavard, Varane , Lenglet, Hernandez - Tolisso, Sissoko - Matuidi (Lemar, 77e), Griezmann, Coman (Ikoné, 87e) - Ben Yedder (Giroud, 72e) | Équipes | Günok - Çelik (Kaan Ayhan, 53e), Söyüncü, Demiral, Meraş - Yokuşlu (Çalhanoğlu, 46e) - Tufan (Tosun, 81e), Tekdemir, Kahveci, Karaman - Yılmaz | Stade de France, Saint-Denis Spectateurs : 78 000 Arbitrage : Felix Brych | Stade de France, Saint-Denis Spectateurs : 78 000 Arbitrage : Felix Brych |

| Qualification Euro 2020                                | France | 2 – 1   | Moldavie |                                                                                 |                                                                                 |
| 14 novembre 2019 · 20 h 45 · Historique des rencontres | 35e Varane · 79e (pen.) Giroud                                                                               | (1 – 1) | 9e Rață | Stade de France, Saint-Denis Spectateurs : 70 000 Arbitrage : Gediminas Mažeika | Stade de France, Saint-Denis Spectateurs : 70 000 Arbitrage : Gediminas Mažeika |
| 14 novembre 2019 · 20 h 45 · Historique des rencontres | Mandanda - Pavard, Varane , Lenglet, Digne - Tolisso, Kanté - Coman (Lemar, 87e), Griezmann, Mbappé - Giroud | Équipes | Koșelev - Jardan (Graur, 68e), Crăciun, Posmac, Armaș , Plătică - Carp, Cociuc, Ioniță - Gînsari (Milinceanu, 73e), Rață (Pătraș, 81e) | Stade de France, Saint-Denis Spectateurs : 70 000 Arbitrage : Gediminas Mažeika | Stade de France, Saint-Denis Spectateurs : 70 000 Arbitrage : Gediminas Mažeika |

| Qualification Euro 2020                                | Albanie | 0 – 2   | France |                                                                            |                                                                            |
| 17 novembre 2019 · 20 h 45 · Historique des rencontres | | (0 – 2) | 8e Tolisso (Griezmann ) · 31e Griezmann (Dubois )                                                                                                 | Air Albania Stadium, Tirana Spectateurs : 22 500 Arbitrage : Slavko Vinčić | Air Albania Stadium, Tirana Spectateurs : 22 500 Arbitrage : Slavko Vinčić |
| 17 novembre 2019 · 20 h 45 · Historique des rencontres | Berisha - Hysaj (Trashi, 82e), Veseli, Dermaku, Djimsiti, Lenjani (Roshi, 46e) - Bare, Gjasula, Qose (Memushaj, 46e) - Balaj, Manaj | Équipes | Mandanda - Varane , Lenglet, Kimpembe - Dubois (Pavard, 88e), Mendy (Digne, 75e) - Sissoko, Tolisso - Griezmann - Ben Yedder (Fekir, 85e), Giroud | Air Albania Stadium, Tirana Spectateurs : 22 500 Arbitrage : Slavko Vinčić | Air Albania Stadium, Tirana Spectateurs : 22 500 Arbitrage : Slavko Vinčić |

## Statistiques

### Buteurs
6 buts            
- Olivier Giroud ( Moldavie,  Islande,  Albanie,  Islande,  Turquie,  Moldavie)

4 buts        
- Antoine Griezmann ( Moldavie,  Islande,  Bolivie,  Albanie)

3 buts      
- Kylian Mbappé  ( Moldavie,  Islande,  Andorre)
- Kingsley Coman ( Albanie x2,  Andorre)

2 buts    
- Wissam Ben Yedder  ( Andorre,  Andorre)
- Raphaël Varane  ( Moldavie,  Moldavie )

1 but  
- Samuel Umtiti  ( Islande)
- Thomas Lemar  ( Bolivie)
- Florian Thauvin  ( Andorre)
- Kurt Zouma  ( Andorre)
- Jonathan Ikoné  ( Albanie)
- Clément Lenglet  ( Andorre)
- Corentin Tolisso  ( Albanie)

### Passeurs
9 passes décisives         
- Antoine Griezmann ( Moldavie pour Raphaël Varane,  Islande pour Kylian Mbappé,  Bolivie pour Thomas Lemar,  Andorre pour Kylian Mbappé et pour Kurt Zouma,  Albanie pour Kingsley Coman,  Andorre pour Clément Lenglet,  Turquie pour Olivier Giroud,  Albanie pour Corentin Tolisso)

3 passes décisives   
- Kylian Mbappé ( Islande pour Samuel Umtiti et pour Antoine Griezmann,  Andorre pour Florian Thauvin)

1 passe décisive 
- Paul Pogba ( Moldavie pour Antoine Griezmann)
- Blaise Matuidi ( Moldavie pour Olivier Giroud)
- Thomas Lemar ( Moldavie pour Kylian Mbappé)
- Benjamin Pavard ( Islande pour Olivier Giroud)
- Florian Thauvin ( Andorre pour Wissam Ben Yedder)
- Raphaël Varane ( Albanie pour Kingsley Coman)
- Lucas Hernandez ( Albanie pour Olivier Giroud)
- Jonathan Ikoné ( Andorre pour Kingsley Coman)
- Léo Dubois ( Albanie pour Antoine Griezmann)

### Temps de jeu des joueurs
| Joueurs            |                  |                 |                 |                 |                 |                 |                 |                 |                 |                 |                 | Total           |                 |                 |                 |                 |                 |                 |
| Gardiens de but    | Gardiens de but  | Gardiens de but | Gardiens de but | Gardiens de but | Gardiens de but | Gardiens de but | Gardiens de but | Gardiens de but | Gardiens de but | Gardiens de but | Gardiens de but | Gardiens de but | Gardiens de but | Gardiens de but | Gardiens de but | Gardiens de but | Gardiens de but | Gardiens de but |
| ------------------ | ---------------- | --------------- | --------------- | --------------- | --------------- | --------------- | --------------- | --------------- | --------------- | --------------- | --------------- | --------------- | --------------- | --------------- | --------------- | --------------- | --------------- | --------------- |
| Hugo Lloris        | 90               | 90              |                 | 90              | 90              | 90              | 90              |                 |                 |                 |                 | 540             |                 |                 |                 |                 |                 |                 |
| Steve Mandanda     | r                | r               |                 |                 |                 |                 |                 | 90              | 90              | 90              | 90              | 360             |                 |                 |                 |                 |                 |                 |
| Alphonse Areola    | r                | r               | 90              | r               | r               | r               | r               | r               | r               | r               | r               | 90              |                 |                 |                 |                 |                 |                 |
| Mike Maignan       |                  |                 | r               | r               | r               | r               | r               | r               | r               | r               | r               | 0               |                 |                 |                 |                 |                 |                 |
| Benjamin Lecomte   |                  |                 | r               |                 |                 |                 |                 |                 |                 |                 |                 | 0               |                 |                 |                 |                 |                 |                 |
| Défenseurs         |                  |                 |                 |                 |                 |                 |                 |                 |                 |                 |                 |                 |                 |                 |                 |                 |                 |                 |
| Raphaël Varane     | 90 · 27e · 34e   | 90              | 90              | 90              | r               | 90              | 90              | 90              | 90              | 90 · 35e        | 90              | 900             |                 |                 |                 |                 |                 |                 |
| Benjamin Pavard    | 90               | 90              | 46e             | 90              | r               | 90              | r               | 90 · 68e        | 90              | 90              | 88e             | 678             |                 |                 |                 |                 |                 |                 |
| Clément Lenglet    |                  |                 | r               | r               | 90              | 90              | 90 · 51e        | 90              | 90              | 90              | 90              | 630             |                 |                 |                 |                 |                 |                 |
| Lucas Digne        | r                |                 | 79e             | 46e             | r               | 80e             | 90              | 90              | r               | 90              | 75e             | 420             |                 |                 |                 |                 |                 |                 |
| Samuel Umtiti      | 90               | 90 · 12e        | 89e             | 90              | r               | r               |                 |                 |                 |                 |                 | 359             |                 |                 |                 |                 |                 |                 |
| Léo Dubois         |                  |                 | 46e             | r               | 90              | r               | 90              |                 |                 | r               | 88e             | 312             |                 |                 |                 |                 |                 |                 |
| Layvin Kurzawa     | 90               | 85e             |                 |                 |                 |                 |                 |                 |                 |                 |                 | 175             |                 |                 |                 |                 |                 |                 |
| Lucas Hernandez    |                  |                 |                 |                 |                 | 80e             | r               | r               | 90 · 49e        |                 |                 | 170             |                 |                 |                 |                 |                 |                 |
| Ferland Mendy      |                  |                 | 79e             | 46e             | 90              |                 |                 |                 |                 |                 |                 | 145             |                 |                 |                 |                 |                 |                 |
| Presnel Kimpembe   | r                | 85e             |                 |                 |                 |                 |                 | r               | r               | r               | 90              | 95              |                 |                 |                 |                 |                 |                 |
| Kurt Zouma         | r                | r               | 89e             | r               | 90 · 60e · 77e  | r               | r               | r               | r               | r               |                 | 91              |                 |                 |                 |                 |                 |                 |
| Benjamin Mendy     |                  |                 |                 |                 |                 |                 |                 |                 |                 | r               | 75e             | 75              |                 |                 |                 |                 |                 |                 |
| Djibril Sidibé     | r                | r               |                 |                 |                 |                 |                 | r               | r               |                 |                 | 0               |                 |                 |                 |                 |                 |                 |
| Milieux de terrain |                  |                 |                 |                 |                 |                 |                 |                 |                 |                 |                 |                 |                 |                 |                 |                 |                 |                 |
| Blaise Matuidi     | 73e              | 90              | 66e             | 46e             | r               | 90              | r               | 90              | 77e             |                 |                 | 532             |                 |                 |                 |                 |                 |                 |
| Corentin Tolisso   |                  |                 |                 |                 |                 | 90              | 90              | 90 · 87e        | 90              | 90              | 90 · 8e         | 480             |                 |                 |                 |                 |                 |                 |
| Moussa Sissoko     | r                | 90e             |                 | 90              | 64e             | r               | 90              | 90              | 90              | r               | 90              | 477             |                 |                 |                 |                 |                 |                 |
| Paul Pogba         | 90               | 90              | 90              | 90              | 90 · 81e        |                 |                 |                 |                 |                 |                 | 450             |                 |                 |                 |                 |                 |                 |
| N'Golo Kanté       | 90               | 80e             | r               |                 |                 |                 |                 |                 | r               | 90              | r               | 260             |                 |                 |                 |                 |                 |                 |
| Tanguy Ndombele    | r                | r               | 66e             | r               | 64e             |                 |                 | r               | r               | r               | r               | 88              |                 |                 |                 |                 |                 |                 |
| Steven Nzonzi      |                  |                 |                 |                 |                 | r               | r               |                 |                 |                 |                 | 0               |                 |                 |                 |                 |                 |                 |
| Mattéo Guendouzi   |                  |                 |                 |                 |                 | r               | r               |                 |                 | r               | r               | 0               |                 |                 |                 |                 |                 |                 |
| Attaquants         |                  |                 |                 |                 |                 |                 |                 |                 |                 |                 |                 |                 |                 |                 |                 |                 |                 |                 |
| Antoine Griezmann  | 73e · 24e        | 90 · 84e · 90e  | 90 · 43e        | 90              | 90              | 90              | 90              | 90              | 90 · 81e        | 90              | 90 · 31e        | 973             |                 |                 |                 |                 |                 |                 |
| Olivier Giroud     | 81e · 36e        | 90e · 68e       | r               | 72e             | 73e             | 90 · 27e        | 71e             | 78e · 29e · 66e | 72e · 76e       | 90 · 79e        | 90              | 697             |                 |                 |                 |                 |                 |                 |
| Kylian Mbappé      | 90 · 87e · 90+1e | 90 · 78e        | 46e             | 90              | 90 · 11e        |                 |                 |                 |                 | 90              | r               | 496             |                 |                 |                 |                 |                 |                 |
| Kingsley Coman     |                  |                 | 66e             | 46e             |                 | 77e · 8e · 68e  | 84e · 17e       | 88e             | 87e             | 87e             |                 | 491             |                 |                 |                 |                 |                 |                 |
| Wissam Ben Yedder  |                  |                 | 46e             | 72e             | 73e · 30e       | r               | 71e · 90e       | 78e             | 72e             | r               | 85e             | 323             |                 |                 |                 |                 |                 |                 |
| Thomas Lemar       | 73e              | 80e             | 66e · 5e        | r               | 81e             | 84e             | 62e             |                 | 77e             | 87e             | r               | 230             |                 |                 |                 |                 |                 |                 |
| Florian Thauvin    | 73e              | r               | 90              | r               | 81e · 45+1e     |                 |                 |                 |                 |                 |                 | 188             |                 |                 |                 |                 |                 |                 |
| Jonathan Ikoné     |                  |                 |                 |                 |                 | 77e · 85e       | 62e             | 88e             | 87e             |                 |                 | 80              |                 |                 |                 |                 |                 |                 |
| Nabil Fekir        | 81e              | r               |                 |                 |                 | 84e             | 84e             |                 |                 | r               | 85e             | 26              |                 |                 |                 |                 |                 |                 |
| Alassane Pléa      |                  |                 |                 |                 |                 |                 |                 | r               | r               |                 |                 | 0               |                 |                 |                 |                 |                 |                 |

Un « r » indique un joueur qui était dans les remplaçants mais qui n'est pas entré en jeu.

## Aspects socio-économiques

### Audiences télévisuelles
| Jour de diffusion | Match             | Compétition              | Diffuseur | Téléspectateurs | Part d'audience | Référence |
| ----------------- | ----------------- | ------------------------ | --------- | --------------- | --------------- | --------- |
| 22 mars 2019      | Moldavie – France | Qualifications Euro 2020 | TF1       | 6 392 000       | 29,4 %          | [ 9 ]     |
| 25 mars 2019      | France – Islande  | Qualifications Euro 2020 | M6        | 6 065 000       | 24,9 %          | [ 10 ]    |
| 2 juin 2019       | France – Bolivie  | Amical                   | TMC       | 2 955 000       | 13,8 %          | [ 11 ]    |
| 8 juin 2019       | Turquie – France  | Qualifications Euro 2020 | TF1       | 5 055 000       | 26,7 %          | [ 12 ]    |
| 11 juin 2019      | Andorre – France  | Qualifications Euro 2020 | M6        | 5 085 000       | 22,4 %          | [ 13 ]    |
| 7 septembre 2019  | France – Albanie  | Qualifications Euro 2020 | M6        | 4 870 000       | 25,8 %          | [ 14 ]    |
| 10 septembre 2019 | France – Andorre  | Qualifications Euro 2020 | TF1       | 5 428 000       | 24,4 %          | [ 15 ]    |
| 11 octobre 2019   | Islande – France  | Qualifications Euro 2020 | TF1       | 5 780 000       | 26,9 %          | [ 16 ]    |
| 14 octobre 2019   | France – Turquie  | Qualifications Euro 2020 | M6        | 7 387 000       | 31,4 %          | [ 17 ]    |
| 14 novembre 2019  | France – Moldavie | Qualifications Euro 2020 | M6        | 5 863 000       | 25,5 %          | [ 18 ]    |
| 17 novembre 2019  | Albanie – France  | Qualifications Euro 2020 | TF1       | 6 184 000       | 25,5 %          | [ 19 ]    |